# Obligation sécurisée
Les obligations sécurisées (en anglais : Covered bonds) sont des obligations dont le service (versement des intérêts et remboursement du nominal) est garanti par des crédits hypothécaires ou des créances sur le secteur public (collectivités locales notamment). Elles sont similaires sur plusieurs points aux actifs titrisés de type asset-backed securities, mais le collatéral (crédits et créances apportés en garantie) reste inscrit dans le bilan de la société émettrice, qui, en France, est obligatoirement un établissement de crédit.
Ces obligations sécurisées sont semblables aux obligations classiques, à taux fixe, avec une amélioration importante : le recours à un pool d'actifs qui « sécurise » ou « couvre » l'obligation si l'émetteur devient insolvable. C'est pourquoi les obligations sécurisées sont souvent bien notées par les agences de notation financière.
Le montant des émissions a considérablement augmenté depuis 2008. En effet, les investisseurs apprécient dans un contexte de forte aversion au risque, ces instruments garantis. Pour les émetteurs, les covered bonds constituent un outil de refinancement des crédits octroyés aux collectivités locales et aux ménages acquérant leur logement.
Apparues historiquement en Allemagne en 1769, elles y sont appelées Pfandbriefe. Ces obligations sécurisées existent en France et au Portugal depuis le milieu du XIXe siècle.
Estimant le marché mondial des obligations sécurisées à 2 300 milliards d'euros représentant 12,2% des bilans des institutions émettrices, les analystes tablent sur un volume d'émission entre 250 milliards d'euros en 2011.